# Clinton (New Jersey)
Pour les articles homonymes, voir Clinton.
Clinton est une municipalité américaine située dans le comté de Hunterdon au New Jersey.

## Géographie
Clinton se trouve sur la branche sud du Raritan. Deux affluents du fleuve traversent la ville : Beaver Brook et Spruce Run.
La municipalité s'étend sur 1,42 mille carré (3,68 km2) dont 0,08 mille carré (0,21 km2) d'étendues d'eau.
| Union Township    | Clinton Township  | Clinton Township |
| Union Township    | Clinton           | Clinton Township |
| Franklin Township | Franklin Township | Clinton Township |

## Histoire
Dans les années 1750, David McKinney construit un premier moulin à la confluence du Raritan et du Spruce Run. Durant la guerre d'indépendance, la taverne d'Abraham Bonnell — construite en 1764 — est un point de rencontre des patriotes américains,. En 1782, Daniel Hunt acquiert le moulin. Le lieu est alors appelé Hunt's Mill,,. L'un des fils de Hunt reprend les moulins construits par son père. Un village s'y développe.
La town de Clinton est formée le 5 avril 1865 à partir des townships de Clinton, de Franklin et d'Union. Elle doit son nom au gouverneur de l'État de New York DeWitt Clinton. Clinton poursuit son développement dans les années 1880, qui voient l'arrivée du Lehigh Valley Railroad. Une partie de la ville, autour de la Main Street, est détruite par un incendie en 1891. Elle est reconstruite en brique et en stuc dans les mois qui suivent. Clinton devient une municipalité indépendante en 1895. Son territoire s'étend en 1931 au détriment du township voisin d'Union.
Le 7 décembre 1975, Bob Dylan est venu faire un concert au Edna Mahan Correctional Facility for Women dans le cadre de sa tournée Rolling Thunder Revue qui rendait hommage au bicentenaire de la Déclaration d'Indépendance des États-Unis d'Amérique.

## Patrimoine
Le district historique de Clinton, qui comprend presque l'ensemble de la ville, est inscrit au Registre national des lieux historiques. Plusieurs bâtiments y figurent également à titre individuel : le musée historique (1763), le moulin de Dunham/Parry (1837), le cabaret (1890-1916), l'ancienne bibliothèque Grandin (1898) et la carrière M. C. Mulligan & Sons.
Le moulin de David McKinney est un bâtiment de quatre étages en bois, peint en rouge. Il est construit en 1763 à la confluence de la branche sud du Raritan et du Spruce Run. Il cesse son activité en 1928 puis devient le musée historique de Clinton. Le musée du moulin rouge (Red Mill Museum) accueille aujourd'hui près de 20 000 visiteurs par an. De l'autre côté du Raritan, le moulin de Dunham ou de Parry (Dunham's Mill ou Parry's Mill) est construit à partir de 1836 sur le site d'un ancien moulin, par Charles et James R. Dunham. Le bâtiment principal est un édifice de trois étages et demi mansardé, construit en pierre et décoré de stuc. En activité de 1837 aux années 1950, il accueille désormais un centre d'art. Les moulins de McKinney et de Dunham sont reconnus pour leur importance dans le développement de Clinton.

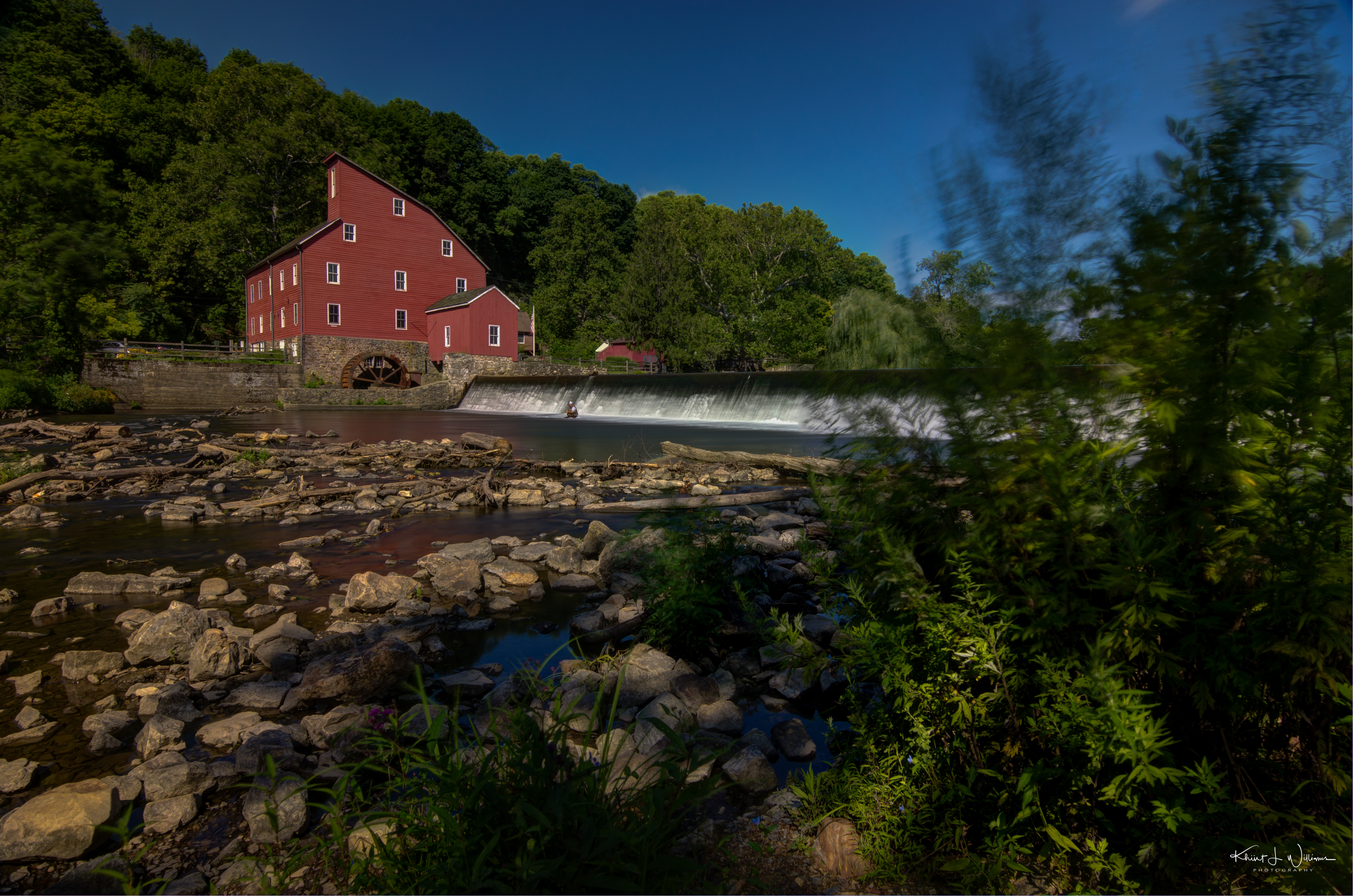
Le Raritan et le moulin rouge.
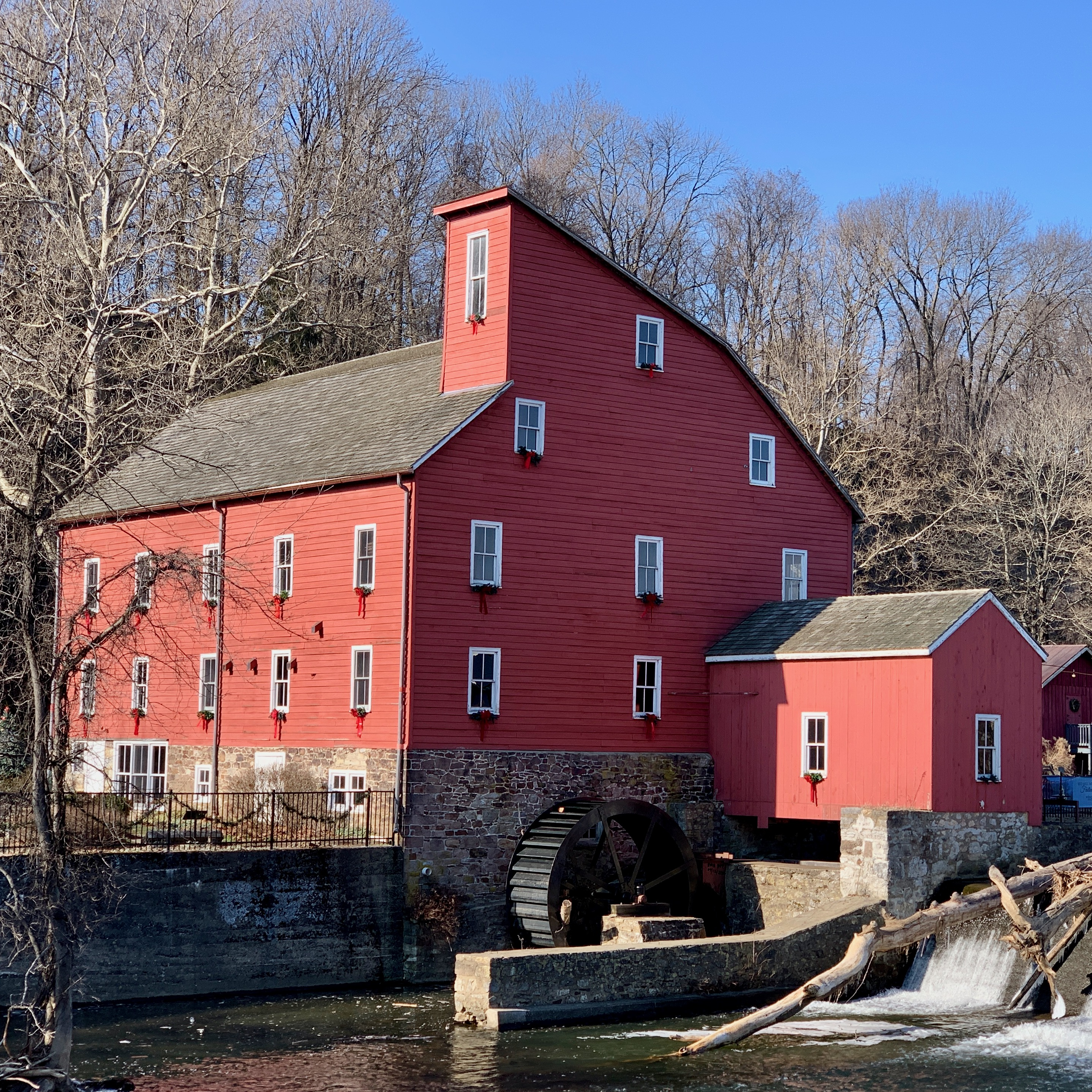
Le moulin rouge.
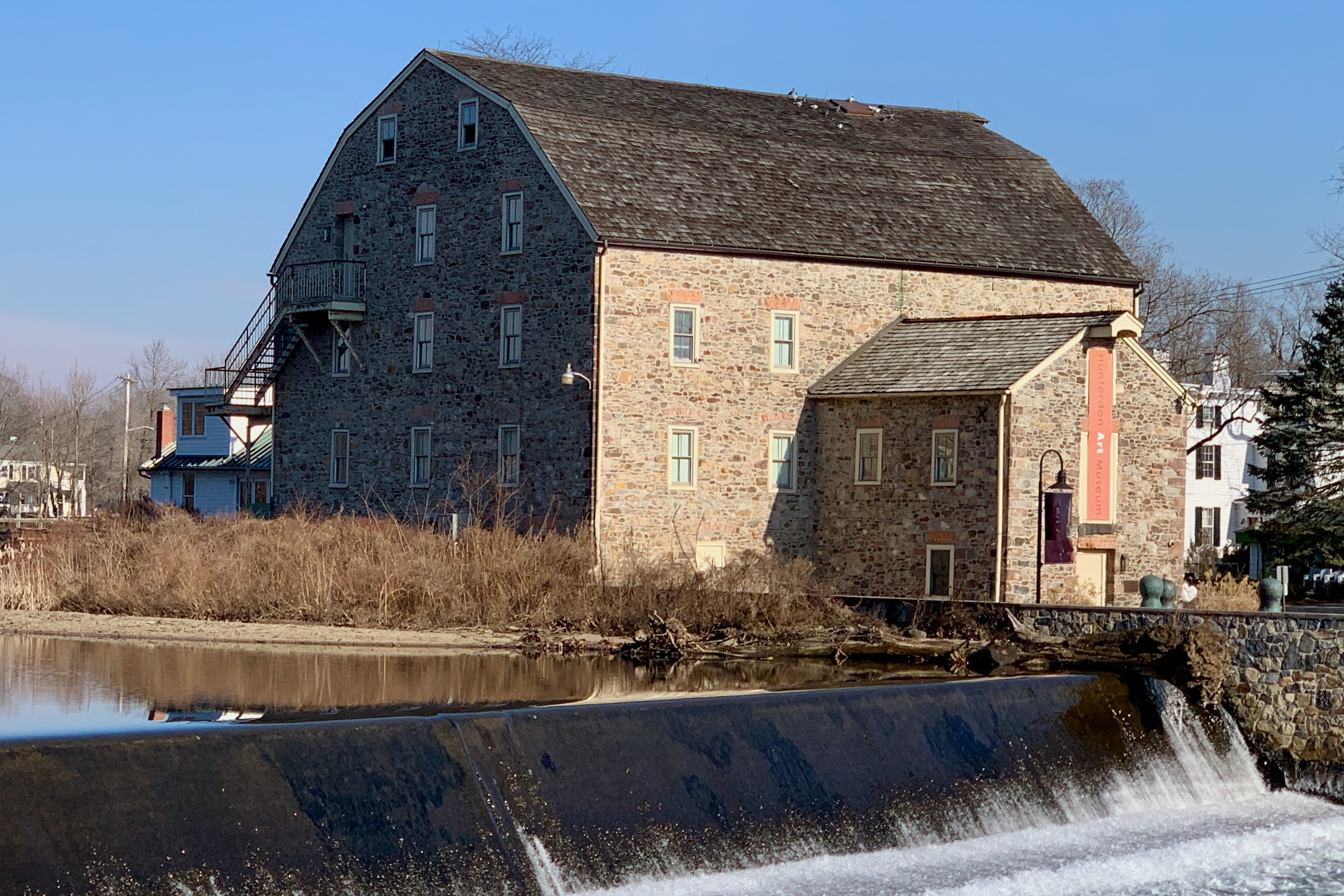
Le  Raritan et le moulin de Dunham.

Le cabaret de Clinton (Music Hall) est construit par John Allegar et William Price pour les frères Altemus entre 1890-1891, dans le but d'accueillir deux commerces et une salle de 300 places. Le bâtiment d'origine est un édifice de deux étages et demi en brique. Le rez-de-chaussée est largement modifié au cours de l'histoire tandis que le premier étage et la mansarde (comprenant trois ouvertures en forme d'arches) sont restés intacts. Le bâtiment est agrandi au nord-est en 1916 par Charles Bonnell pour sa concession automobile. Le cabaret est protégé en tant que rare exemple de salle de divertissement rurale au New Jersey.
L'ancienne bibliothèque Grandin est construite en 1898, en brique sur deux étages avec une pièce par étage. Elle est reconnue pour sa façade construite en fonte au rez-de-chaussée et en métal pressé au premier étage, orné d'éléments métalliques. L'édifice est surmonté d'une corniche en métal et d'un fronton triangulaire où est indiqué Grandin Library et la date de construction de l'ouvrage. Le bâtiment est utilisé comme bibliothèque de sa construction aux années 1960.
La carrière M. C. Mulligan et Fils (M. C. Mulligan and Sons quarry) est le site d'une ancienne carrière de roche calcaire. Elle est fondée en 1844 par Francis, Patrick et Terrence Mulligan et reste en activité jusqu'en 1964, toujours gérée par la famille Mulligan. Elle comprend une dizaine de bâtiments, dont le plus important est la Screen House en bois de 1912, où était la pierre était pilonnée et triée. Elle fait aujourd'hui partie du musée historique de la ville.

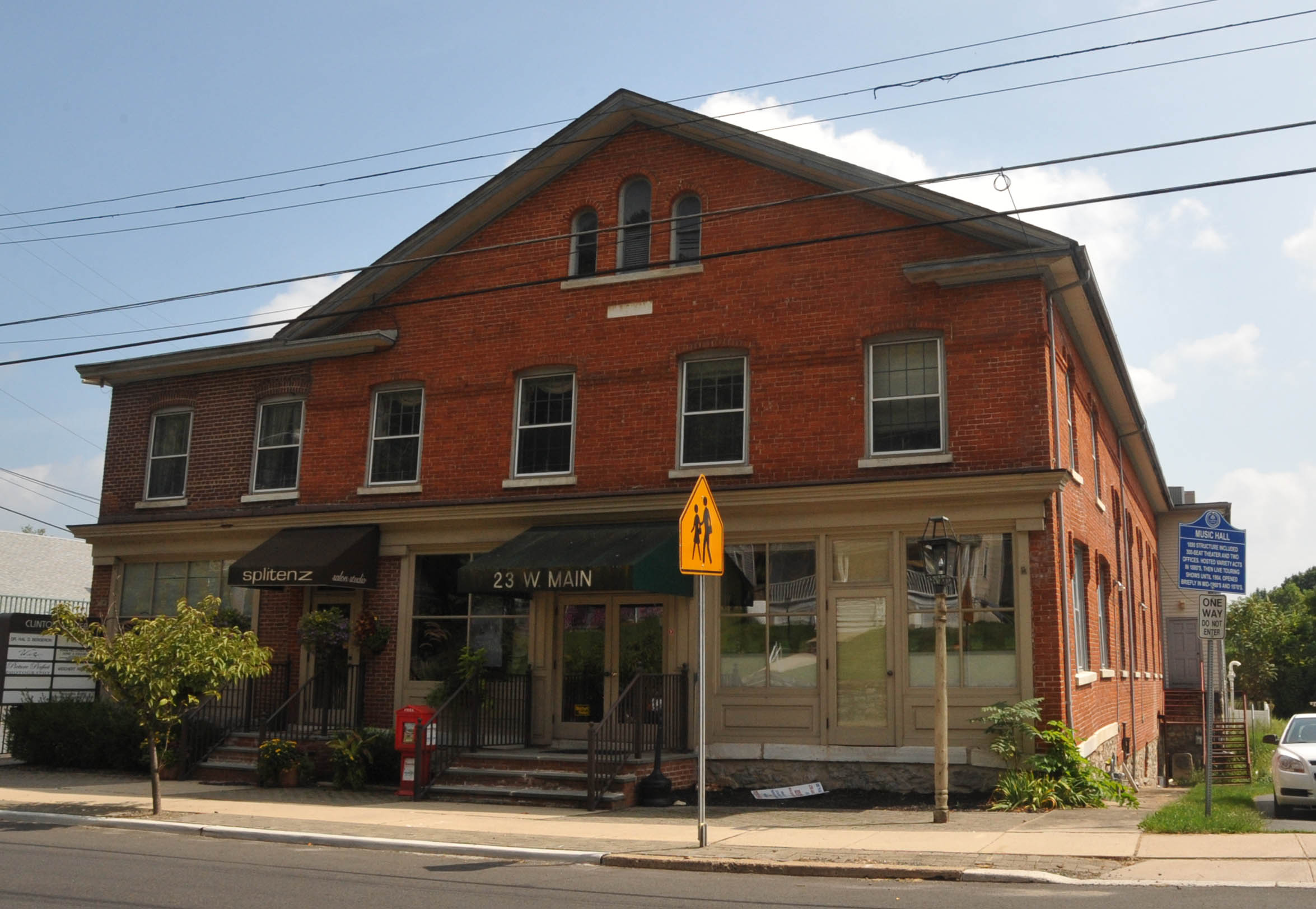
Le cabaret.
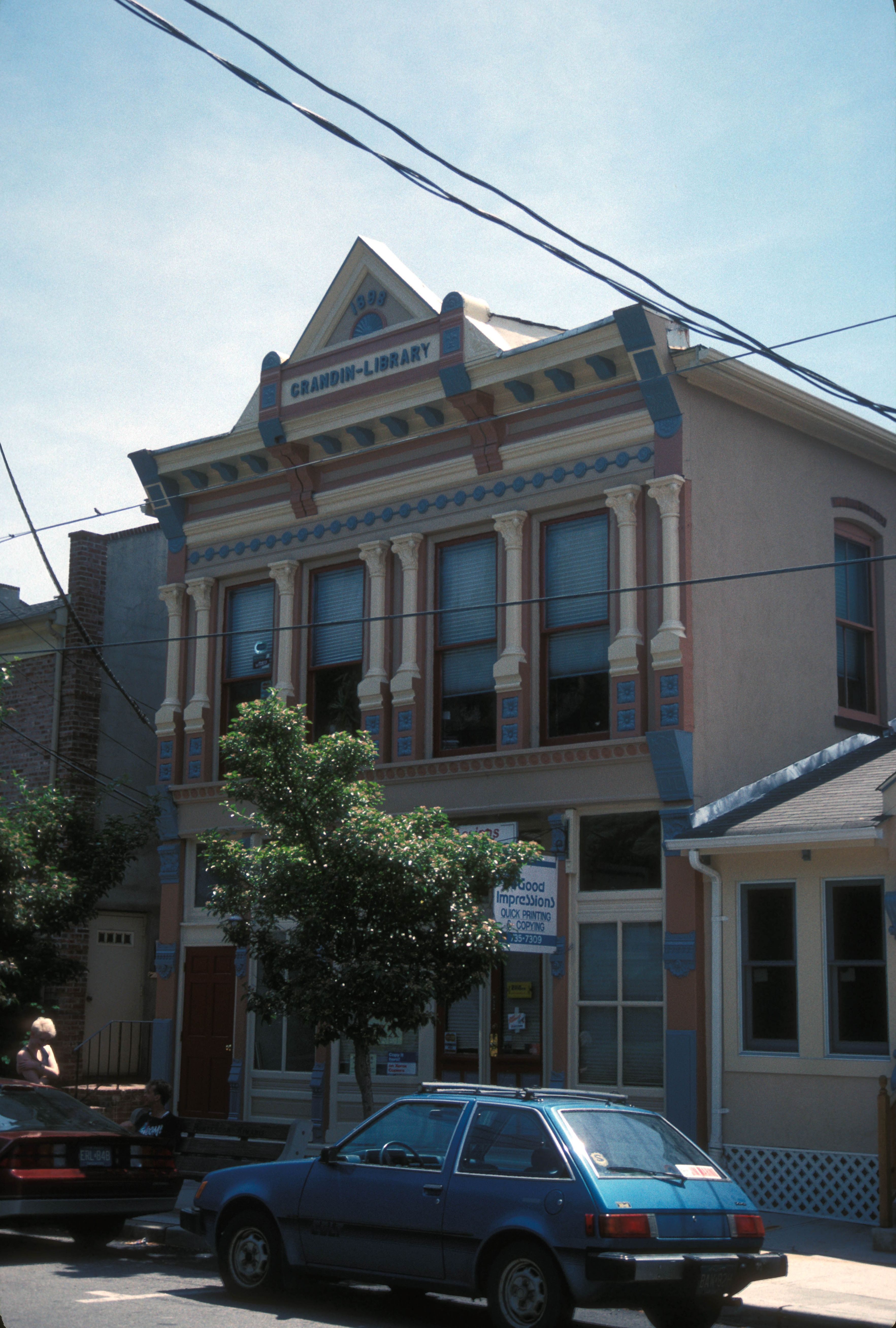
La bibliothèque Grandin.
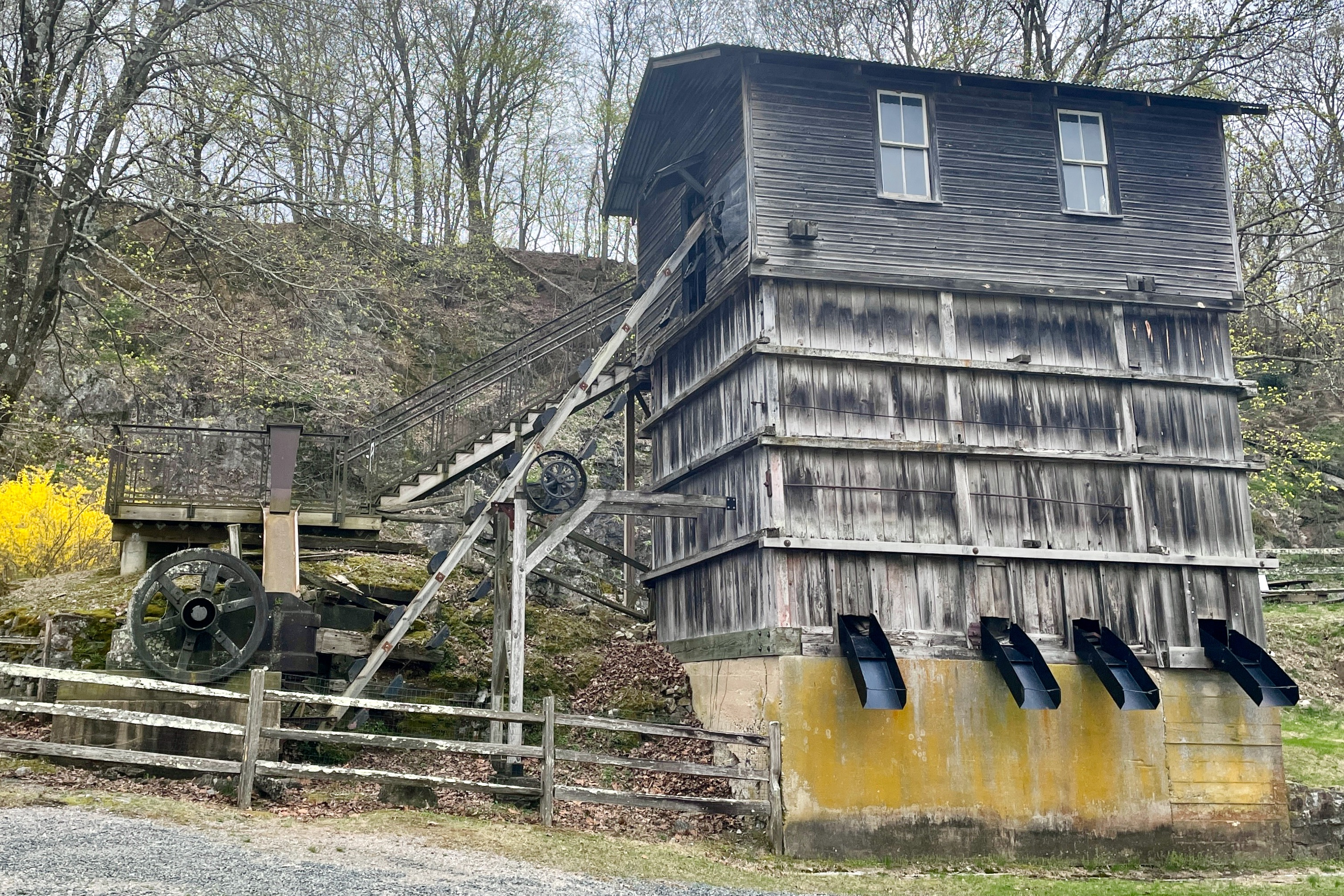
La Screen House de la carrière Mulligan.

## Démographie
Lors du recensement de 2010, la population de Clinton est de 2 719 habitants.